# Mario Sergio Conti
Mario Sergio Conti (São Paulo, 1954) é um jornalista, escritor, tradutor e apresentador de televisão. Foi editor de Veja, Jornal do Brasil e de Piauí. Escreveu o livro Notícias do Planalto, a Imprensa e Fernando Collor. Atualmente, é colunista do jornal Folha de S.Paulo e apresenta o programa Diálogos, na GloboNews.

## Biografia
Nascido em São Paulo, Conti cursou Jornalismo na Escola de Comunicações e Artes da Universidade de São Paulo (USP).
Em 1999, lançou Notícias do Planalto, um clássico do jornalismo brasileiro, que teve seus direitos vendidos para o cinema.
Foi correspondente da Rádio Bandeirantes em Paris. Apresentou o programa Roda Viva, da TV Cultura, de 2011 a 2013, quando foi demitido. Segundo o jornalista Elio Gaspari, a demissão de Conti teve como causa um reconvite feito por ele ao ex-presidente da República Fernando Henrique Cardoso para o programa. Segundo Gaspari, Conti descumpriu uma determinação da emissora para cancelar a entrevista com FHC, para que não ficasse a impressão de uma tendência de apoio político ao Partido da Social Democracia Brasileira (PSDB). No entanto, a versão da TV Cultura, que tinha um déficit de R$ 43 milhões na época, foi que a demissão foi motivada pelo alto salário do jornalista - o mais alto em comparação ao dos demais apresentadores.
Em 2014, cometeu uma gafe ao relatar uma conversa com um sósia de Luiz Felipe Scolari. Na ocasião, Conti não percebeu que se tratava de um sósia, publicando o texto como se tivesse conversado com o verdadeiro Scolari.
Em 2024, foi publicada pela Companhia das Letras sua tradução do primeiro volume de À procura do tempo perdido, de Marcel Proust.

## Vida pessoal
Em maio de 2024 se declarou ateu em sua coluna na Folha, declarando que "a ideia de deus persiste porque na sociedade de consumo bilhões não consomem. As religiões cumprem nela a função de dar um alívio imaginário a quem não o tem na vida real e material".